# Solomon Comstock
Solomon Gilman Comstock (* 9. Mai 1842 in Argyle, Penobscot County, Maine; † 3. Juni 1933 in Moorhead, Minnesota) war ein US-amerikanischer Politiker. Zwischen 1889 und 1891 vertrat er den Bundesstaat Minnesota im US-Repräsentantenhaus.

## Werdegang
Im Jahr 1845 zog Solomon Comstock mit seinen Eltern nach Passadumkeag, eine Nachbarstadt seines Geburtsortes. Er besuchte in Maine verschiedene Grundschulen. Nach einem anschließenden Jurastudium in Bangor sowie an der University of Michigan in Ann Arbor und seiner im Jahr 1869 erfolgten Zulassung als Rechtsanwalt begann er in Omaha (Nebraska) in seinem neuen Beruf zu praktizieren. Im Jahr 1870 zog er zunächst nach Minneapolis und 1871 nach Moorhead in Minnesota. Dort setzte er seine Anwaltstätigkeit fort. Zwischen 1872 und 1878 war Comstock Bezirksstaatsanwalt im Clay County.
Politisch wurde er Mitglied der Republikanischen Partei. Zwischen 1875 und 1881 wurde er mehrfach in das Repräsentantenhaus von Minnesota gewählt. Von 1882 bis 1888 saß er im Staatssenat. Im Jahr 1882 bewarb er sich erfolglos um das Amt des Attorney General von Minnesota. Ebenso erfolglos war seine im Jahr 1884 erfolgte Kandidatur für den Posten des Vizegouverneurs. Im Jahr 1884 gab er seine Anwaltstätigkeit auf, um in der Immobilienbranche zu arbeiten.
1888 wurde Comstock im fünften Wahlbezirk von Minnesota in das US-Repräsentantenhaus in Washington, D.C. gewählt, wo er am 4. März 1889 die Nachfolge von Knute Nelson antrat. Da er bereits bei den nächsten Wahlen im Jahr 1890 gegen Kittel Halvorson verlor, konnte er bis zum 3. März 1891 nur eine Legislaturperiode im Kongress absolvieren. 1892 war Comstock Delegierter zur Republican National Convention in Minneapolis, auf der Präsident Benjamin Harrison für eine zweite Amtszeit nominiert wurde.
In den folgenden Jahren arbeitete Comstock wieder im Immobiliengeschäft. Außerdem war er an der Herstellung landwirtschaftlicher Bedarfsartikel beteiligt. Zwischen 1897 und 1905 war er Mitglied im staatlichen Schulausschuss von Minnesota. Danach zog er sich in den Ruhestand zurück. Solomon Comstock starb am 3. Juni 1933 im Alter von 91 Jahren.